# Войнаровські
Войнаровські герба Стремено (пол. Wojnarowscy) — польський й український шляхетський рід. Прізвище походить від дідичного «гнізда» — с. Войнарово.  

## Представники
- Себастьян, згаданий 1588 року як власник маєтків у Краківському воєводстві;
- Войцех — згаданий у Сандомирському воєводстві.

- Стефан — київський ловчий, помітний київський магнат;
- Марта — мати[1] Юрія Немирича, виступала орендаркою села Галичани на Горохівщині.

- Ян — імовірно, син Стефана. Овруцький ловчий, маршалок сеймику Київського воєводства, київський земський суддя, володимирський підстароста, депутат на королівський сейм від шляхтичів Київського воєводства. Перший шлюб — з волинською шляхтянкою Агнешкою-Анною Суходольською, подружжя мало четверо синів та дві доньки. Другий шлюб — з рідною сестрою гетьмана Івана Мазепи Олександрою, у якої від першого шлюбу з шляхтичем Павлом Обидовським були діти: Іван Обидовський і Мар'яна Витуславська.
  - Петро-Павло
  - Андрій
  - Андрій — небіж гетьмана, в шлюбі з Ганною Мирович мав дітей:
    - Станіслав —лейтенант французької королівської армії
    - Ульрика-Елеонора (в деяких документах — Кароліна Елеонора), названа так на честь шведської королеви.

  - Георгій
  - Стефан-Антоній.

- о. Петро — священик УГКЦ
  - о. Тит Євген Войнаровський-Столобут — священик УГКЦ

- N, дружина Маріанна Рогозинська, донька княжни Воронецької
- Ванда-Цезарина Войнаровська —учасниця революційного руху в Російській імперії та Франції

- Маріанна — дружина обозного польного коронного Антонія Бекерського, який в 1726 році отримав шляхетство[2]